# Джъстин Теру
Джъстин Пол Теру̀ (на английски: Justin Paul Theroux) (роден на 10 август 1971 г.) е американски актьор, сценарист и режисьор.

## Кариера
Участва в първите два сезона на „Вашингтон, окръг Колумбия“. Гостува в епизоди на сериали като „Али Макбийл“, „Наричана още“, „Сексът и градът“ (където играе в два епизода, но различни роли) и „Два метра под земята ООД“. От 2014 до 2017 играе в сериала „Останалите“ на HBO.
Теру, Бен Стилър и Итън Коен са сценаристи на филма „Тропическа буря“. След работата по филма Робърт Дауни Джуниър препоръчва Теру на режисьора Джон Фавро за написването на сценария на „Железният човек 2“.

## Частична филмография

### Филми
- Роми и Мишел на среща с випуска – 1997
- Американски психар – 2000
- Клуб на разбитите сърца – 2000
- Мълхоланд Драйв – 2001
- Зулендър – 2001
- Ангелите на Чарли: Газ до дупка – 2003
- Мансардата – 2003
- Маями Вайс – 2006
- Тропическа буря – 2008
- Железният човек 2 – 2010
- Мегаум – 2010
- Рок завинаги – 2012
- Страст към пътешествия – 2012
- Зулендър 2 – 2016
- Момичето от влака – 2016
- Лего Нинджаго: Филмът – 2017
- Междузвездни войни: Епизод VIII - Последните джедаи – 2017

### Телевизия
- Сентръл Парк Уест – 1996
- Шеметен град – 1998
- Али Макбийл – 1998
- Сексът и градът – 1998 – 1999
- Вашингтон, окръг Колумбия – 2000 – 2001
- Наричана още – 2003
- Два метра под земята ООД – 2003 – 2004
- Паркове и отдих – 2010
- Останалите – 2014 – 2017